# Elfstedenmonument

Elfstedenmonument

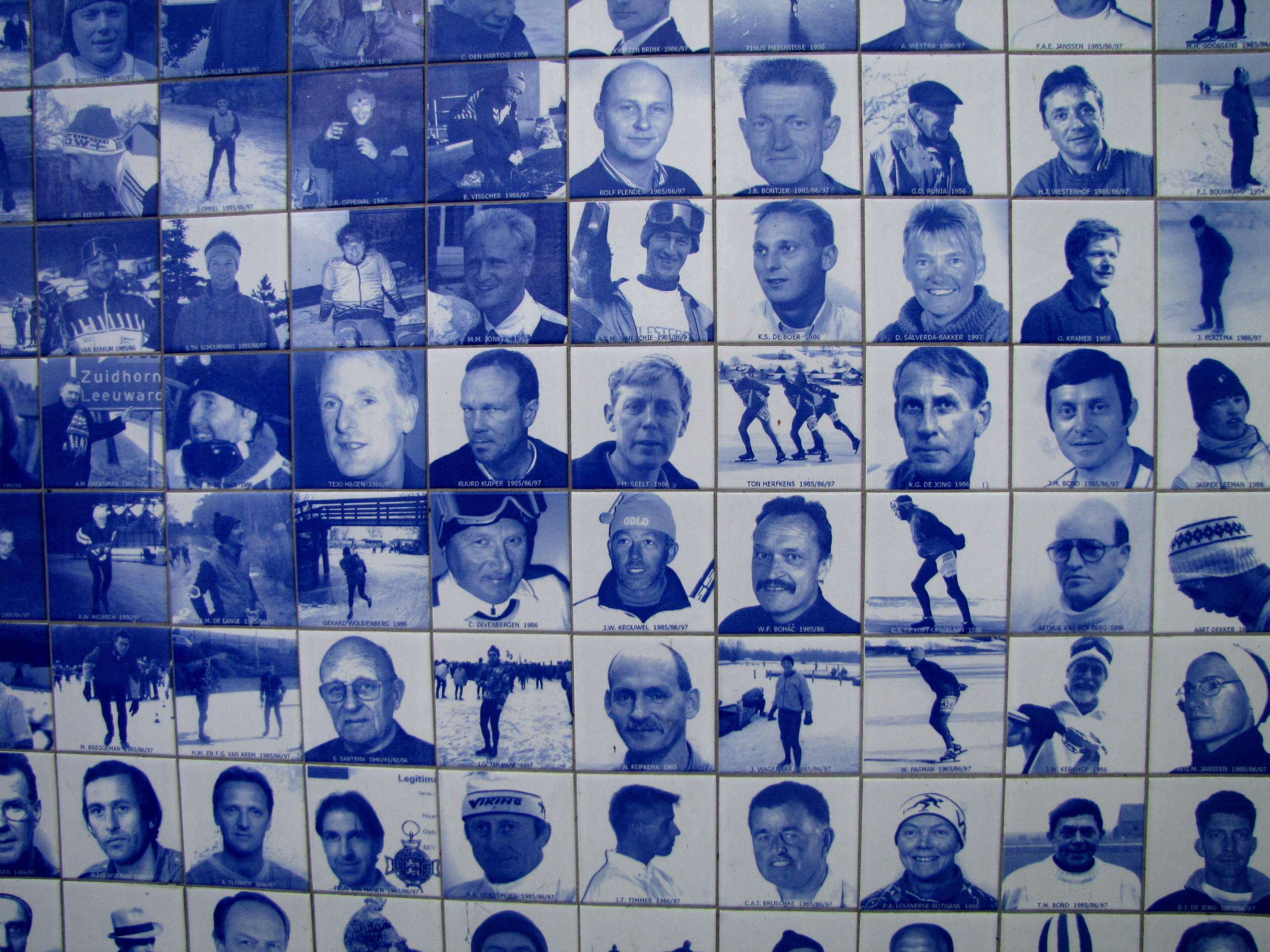
Tegels van dichtbij

Het Elfstedenmonument is een fotomozaïek gemaakt door de beeldend kunstenaars Maree Blok en Bas Lugthart. It Sil Heve is de naam in het Westerlauwers Fries. Het monument is aangebracht op de Canterlandse brug over de vaart de Murk nabij Giekerk op de grens van de gemeenten Tietjerksteradeel en Leeuwarden in de Nederlandse provincie Friesland.
De brug was tot en met 2020 de laatste op de route van de Elfstedentocht, hij is gelegen tussen Oudkerk en de finish in Leeuwarden. In de periode 2001-2008 is de overspanning voorzien van duizenden blauw geglazuurde tegeltjes van Makkumer Aardewerk. Op elk ervan staat een afbeelding, naam en jaar van deelname van een deelnemer aan de tocht. Er zijn ruim 7000 Elfstedenrijders afgebeeld op het monument. Van grotere afstand gezien vormen de duizenden tegelportretten een nieuw beeld van schaatsers die achter elkaar rijden. De brug vormt zo een ereboog nabij de finish van de Elfstedentocht. Hij staat informeel bekend als 'de tegeltjesbrug'.
Op de naastgelegen parkeerplaats is een informatiebord aanwezig. Individuele tegels zijn te vinden volgens een coördinatenstelsel, vanaf een steiger kunnen ze van dichtbij worden bekeken. Een lijst met namen en jaartallen van alle afgebeelde deelnemers met bijbehorende coördinaten is ook te vinden op de website die gewijd is aan het monument, samen met een afbeelding van het monument waarop de tegels kunnen worden gevonden met een digitaal vergrootglas.
Een in 2021 aangelegde brug over de Bonkevaart bij Blitsaerd-Oost maakte dat het Elfstedenmonument de op een na laatste brug op de elfstedenroute werd.

## Trivia
- Het project was in eerste instantie gericht op de betonnen brug over de Oudkerkstervaart bij Bartlehiem, maar vanwege bezwaren van omwonenden is het monument gerealiseerd op de Canterlandse brug.[1]
- Een replica van het monument was in februari 2014 te zien in het Olympisch Stadion in Amsterdam, toen daar een ijsbaan lag.
- De brug kwam ook terug in Musical De Tocht